# Richard Starcke

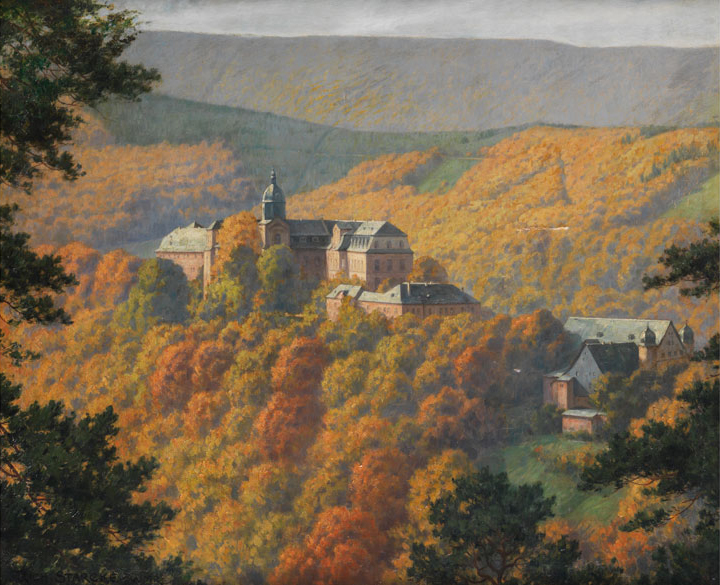
Schloss Schwarzburg

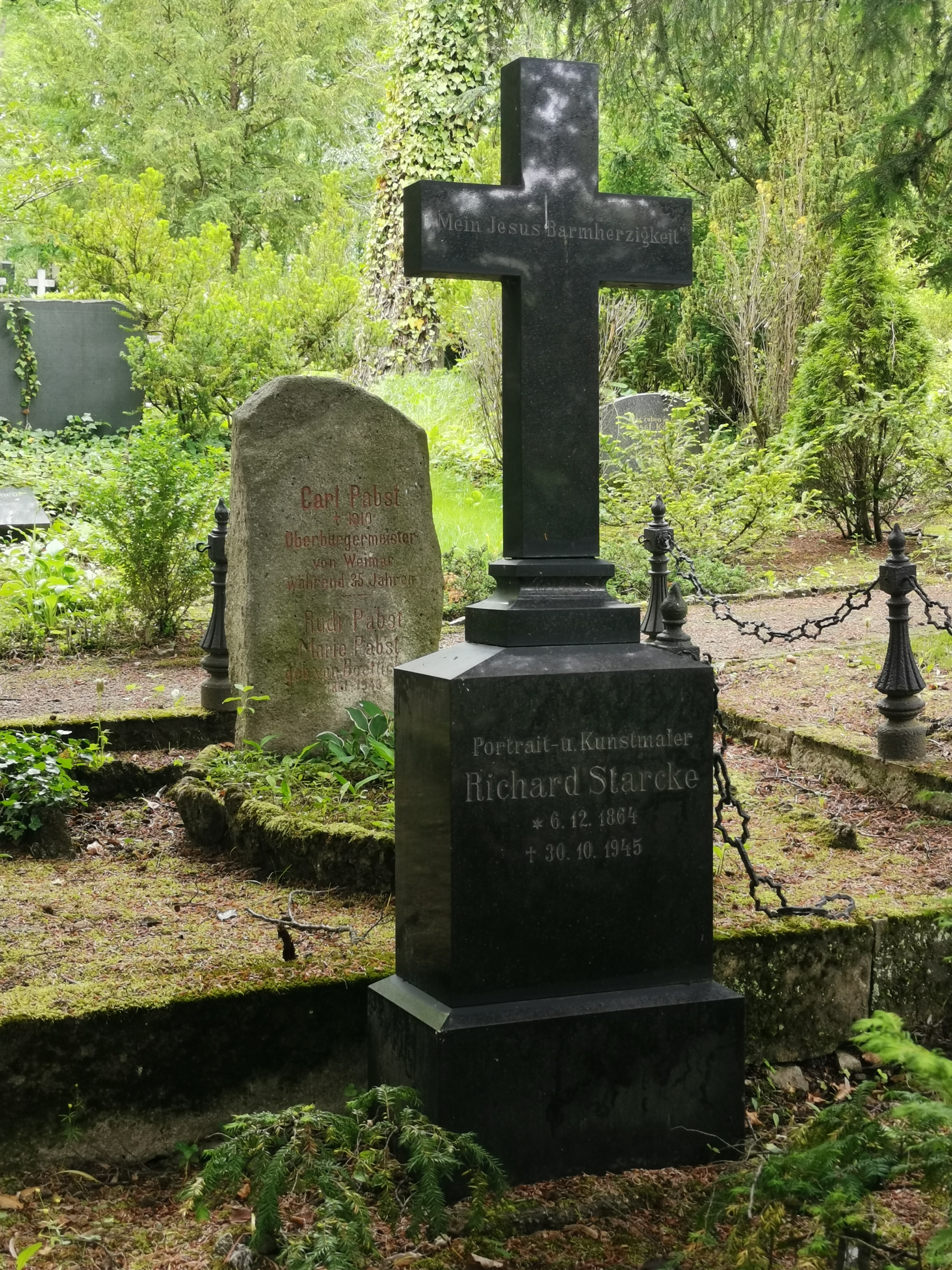
Grabstätte

Richard Starcke (auch Starcke-Weimar, * 6. Dezember 1864 in Naumburg (Saale); † 30. Oktober 1945 in Weimar) war ein deutscher Maler, Illustrator und Radierer. Er war ein Vertreter der Weimarer Malerschule.
Starcke studierte von 1880 bis 1885 an der Königlichen Akademie der Künste Berlin bei Paul Thumann, von 1855 bis 1888 an der Großherzoglich-Sächsischen Kunstschule Weimar bei Leopold von Kalckreuth. Nach dem Studium wurde Starcke zum Professor an der Weimarer Kunstschule berufen.
Richard Starcke war Mitglied des Radiervereins Weimar. Er besuchte die Schwaaner Künstlerkolonie.
Er ist auf dem Historischen Friedhof Weimar bestattet. 

## Illustrierte Werke
- Karl Zeitz: Kriegserinnerungen eines Feldzugsfreiwilligen aus den Jahren 1870 und 1871. Stephan Geibel Verlag, Altenburg 1905, mit 110 Illustrationen von Richard Starcke-Weimar